# David Malo
Za nogometaša, pogledajte „David Malo Azagra”.
David Malo (Davida Malo; Keauhou, oko 1793. — Maui, 25. listopada 1853.) bio je havajski povjesničar i kršćanski propovjednik; sin Aoʻaoa i njegove supruge, Heone. Odrastao je u vrijeme kada je Kamehameha I. ujedinio sve havajske otoke u Kraljevinu Havaji te je bio prijatelj poglavice Kuakinija. Maloove supruge bile su Aʻalailoa (1790.? – 1822.), Bathsheba Pahia (1796. – 1845.) i Rebecca Lepeka (1810. – 1853.), koja mu je rodila kćer, Emmu Aʻalailou Malo Kapenu.
Kraljica Kaʻahumanu je umrla 1832. te je Malo napisao pjesmu u njezinu čast. Budući da je znao engleski, Malo je pomogao prevesti Bibliju na havajski. Poslije je napisao vlastitu knjigu, u kojoj je opisao povijest, kulturu i religiju drevnih Havaja.
Uz Samuela Kamakaua, Malo ostaje zapamćen kao jedan od najvećih havajskih povjesničara.